# Kimon Georgiev
Kimon Georgiev, född 11 augusti 1882, död 28 september 1969, var en bulgarisk militär och politiker.
Kimon Georgiev, som var järnvägsminister 1926–1928, blev en av ledarna för den antiparlamentariska zvenorörelsen. Han bildade regering efter militärkuppen i maj 1934 men störtades redan i januari 1935 genom en ny kupp, fängslades för konspiration mot de två följande regeringarna men frigavs snart. Efter Bulgariens kapitulation och Fosterländska frontens makttillträde i september 1944 var han konseljpresident till november 1946, då han blev vice konseljpresident, utrikes- och kulturminister i Georgi Dimitrovs regering. När denne bildade ny regering i december 1947 med Vasil Kolarov som utrikesminister, kvarstod Georgiev som vice konseljpresident och utsågs därutöver till minister för elkraftförsörjningen.